# Oshkosh All-Stars 1939-1940
La stagione 1939-40 degli Oshkosh All-Stars fu la 3ª nella NBL per la franchigia.
Gli Oshkosh All-Stars vinsero la Western Division con un record di 15-13. Nei play-off vinsero la semifinale con gli Sheboygan Red Skins (2-1), perdendo poi la finale NBL con gli Akron Firestone Non-Skids (3-2).

## Roster
| N° | Naz.                   | Ruolo | Sportivo       | Anno | Alt. | Peso |
| -- | ---------------------- | ----- | -------------- | ---- | ---- | ---- |
|    | Stati Uniti (bandiera) | AC    | Leroy Edwards  | 1914 | 193  | 91   |
|    | Stati Uniti (bandiera) | AC    | Connie Berry   | 1915 | 191  | 91   |
|    | Stati Uniti (bandiera) | GA    | Charley Shipp  | 1913 | 185  | 91   |
|    | Stati Uniti (bandiera) | GA    | Herm Witasek   | 1913 | 188  | 95   |
|    | Stati Uniti (bandiera) | A     | Lou Barle      | 1916 | 185  | 91   |
|    | Stati Uniti (bandiera) | AC    | Pete Pederson  | 1910 | 193  |      |
|    | Stati Uniti (bandiera) | AC    | Walt Stanky    | 1911 | 191  | 91   |
|    | Stati Uniti (bandiera) | A     | Buck Batterman | 1918 | 191  | 88   |
|    | Stati Uniti (bandiera) | G     | Tex Mueller    | 1916 | 185  | 79   |
|    | Stati Uniti (bandiera) | GA    | Scoop Putnam   | 1914 | 183  | 79   |
|    | Stati Uniti (bandiera) | A     | Sonny Olson    | 1917 | 183  | 75   |
|    | Stati Uniti (bandiera) | G     | Ed Mullen      | 1913 | 191  | 84   |
|    | Stati Uniti (bandiera) | AC    | Ray Adams      | 1912 | 188  | 84   |
|    | Stati Uniti (bandiera) | A     | Buzz Knoblauch | 1912 | 185  | 77   |
|    | Stati Uniti (bandiera) | GA    | Karl Lillge    | 1917 |      |      |
|    | Stati Uniti (bandiera) | C     | Dean Mealy     | 1915 | 193  | 88   |

## Staff tecnico
- Allenatore: Lonnie Darling